# Parèque
 (octobre 2015).
Si vous disposez d'ouvrages ou d'articles de référence ou si vous connaissez des sites web de qualité traitant du thème abordé ici, merci de compléter l'article en donnant les références utiles à sa vérifiabilité et en les liant à la section « Notes et références ».
Un parèque était, dans l'Empire byzantin, un paysan qui ne bénéficiait pas de la pleine propriété de sa terre mais qui en était le détenteur inamovible tant qu'il payait son loyer. Son droit sur la terre était cessible. Le parèque était donc le locataire perpétuel d'un grand propriétaire.
Les paysans devenaient parèques en émigrant sur les terres des riches, ou bien ils étaient des paysans libres comme au Xe siècle.
Ils étaient libres aux yeux de la loi : à Byzance, ils témoignaient en justice, adressaient des requêtes à l'empereur, pouvaient faire des procès à leurs riches voisins (laïcs ou ecclésiastiques). Ils avaient aussi des droits étendus sur leur terre : ils pouvaient la vendre, la donner, l'échanger, et cela qu'ils dépendent d'un grand propriétaire ou de l’État. Leur terre était un bien héréditaire. Cela dit, les parèques étaient dépendants car ils devaient payer leurs redevances : devoir un impôt était une sorte d'aveu de dépendance. Il faut ajouter que le fait d'être parèque était le sort commun à tous les paysans.
Leur contraire étaient les pénètes, des paysans propriétaires de la terre qu'ils cultivaient.